# 터닝메카드 R
《터닝메카드 R》(영어: Turning Mecard R)은 장난감 터닝메카드를 소재로 하여, 초이락컨텐츠팩토리와 희원엔터테인먼트에서 제작하고 KBS 2TV에서 방송하는 메카 어드벤처 애니메이션이다. 3D 애니메이션으로 제작되고 2017년 9월 14일부터 2018년 4월 5일까지 방영했다.

## 방송 시간
| 방송 채널 | 방송 기간                        | 방송 시간                                |
| --------- | -------------------------------- | ---------------------------------------- |
| KBS 2TV   | 2017년 9월 14일 ~ 2018년 4월 5일 | 매주 목요일 오후 5:15 ~ 오후 5:30 (15분) |

## 줄거리
10년 전, 메카니멀과 메카드가 고대 유적에서 발견 된 후.
메카컴퍼니에서 이를 연구하던 지카드박사와 유리박사는
메카니멀과 함께 동시에 실종된다.
이후, 메카컴퍼니는 남은 연구자료를 바탕으로 메카니멀을 흉내낸
RC카를 판매하고, 일반용 게임 카드와 결합시켜 팝업배틀, 레이싱 등
RC카를 이용한 다양한 놀이문화를 제공한다.
하지만, 지카드 박사와 유리 박사가 갖고 사라진 오리지널 메카니멀이
세상에 등장하게 되고, 이들 메카니멀은 다른 차원에서 날아온
메카드와 결합하여 각성을 시작하는데....

## 같이 보기
- 헬로 카봇
- 조디악 나이츠